# Serik Säpijew
Serik Schumanghaliuly Säpijew (kasachisch Серік Жұманғалиұлы Сәпиев / Serik Jumanğalïulı Säpïev; * 16. November 1983 in Abai, Gebiet Qaraghandy) ist ein ehemaliger kasachischer Boxer. Er war unter anderem Weltmeister 2005 und 2007 im Halbweltergewicht, sowie WM-Dritter 2009, WM-Zweiter 2011 und Olympiasieger 2012 im Weltergewicht.

## Boxkarriere
Serik Säpijew begann in frühen Kinderjahren mit dem Boxen und wurde von Alexander Strelnikov trainiert. Der Rechtsausleger wurde bereits 2001 kasachischer Jugendmeister. Bei den Erwachsenen gewann er in den Folgejahren die nationalen Meistertitel im Leichtgewicht, Halbweltergewicht und Weltergewicht. Zudem gewann er internationale Turniere unter anderem in Bulgarien, Deutschland, Frankreich, Kasachstan, Polen, Russland, Thailand und der Ukraine.
2004 gewann er im Leichtgewicht die Militär-Weltmeisterschaften (CISM) in Fort Huachuca und besiegte dabei unter anderem den späteren Weltmeister Domenico Valentino. Er wurde auch beim Mannschafts-Weltcup 2005 in Moskau eingesetzt und gewann alle seine drei Kämpfe für das kasachische Team, davon einen gegen den späteren Weltmeister Yordenis Ugás. Er wurde daraufhin auch bei den Weltmeisterschaften 2005 in Mianyang eingesetzt und gewann die Goldmedaille im Halbweltergewicht, nachdem er sich gegen Pavol Hlavačka, Karl Dargan, Mykola Semenyaga, Emil Magerramov und Dilshod Mahmudov durchgesetzt hatte.
Bei den Asienspielen 2006 in Doha gewann er eine Bronzemedaille im Halbweltergewicht. Nach drei vorzeitigen Siegen, darunter gegen Manoj Kumar, hatte er das Halbfinale erreicht, wo er mit 18:22 gegen den Olympiasieger Manus Boonjumnong unterlag. Bei den Asienmeisterschaften 2007 in Ulaanbaatar wurde er dann erstmals Asienmeister, nachdem er im Finale des Halbweltergewichts Bjambyn Tüwschinbat besiegt hatte. Den Gewinn einer WM-Goldmedaille im Halbweltergewicht wiederholte er bei den Weltmeisterschaften 2007 in Chicago durch Siege gegen Milan Piperski, Eduardo Mendoza, Kevin Bizier, Morteza Sepahvand, Masatsugu Kawachi und Gennadi Kowaljow. Mit diesem Erfolg war er auch für die Olympischen Spiele 2008 in Peking qualifiziert, wo er im Viertelfinale mit 5:7 gegen Manus Boonjumnong ausschied.
Anschließend boxte er im Weltergewicht. 2009 gewann er mit drei vorzeitigen Siegen die Asienmeisterschaften in Zhuhai und nahm an den Weltmeisterschaften 2009 in Mailand teil, wo er eine Bronzemedaille gewann. Nach Siegen gegen Hugo Miyenikoue, Emil Maharramov, Taras Schelestjuk und Asadullo Boimurodov, war er im Halbfinale gegen Andrei Samkowoi unterlegen.
Die Asienspiele 2010 in Guangzhou gewann er mit einem Finalsieg gegen Uktamjon Rahmonov. Zudem drang er bei den Weltmeisterschaften 2011 in Baku gegen Carlos Sánchez, Apichet Sansit, Yasuhiro Suzuki, Errol Spence und Egidijus Kavaliauskas bis ins Finale vor, wo er diesmal gegen Taras Schelestjuk unterlag und Vize-Weltmeister wurde.
2012 besiegte er bei einem internationalen Teamturnier in Almaty unter anderem Alexis Vastine und Andrei Samkowoi, sowie beim Chemiepokal in Deutschland Myke Carvalho, Errol Spence, Patrick Wojcicki und Araik Marutjan. Bei den Olympischen Spielen 2012 in London besiegte er Yasuhiro Suzuki, Gabriel Maestre, Andrei Samkowoi und Fred Evans, gewann damit die olympische Goldmedaille und wurde darüber hinaus mit dem Val-Barker-Pokal, als herausragendster Boxer der Spiele ausgezeichnet.

## Nach dem Boxen
Serik Säpijew beendete die Universität von Qaraghandy mit einem Abschluss in Sportlehre und Rechtswissenschaften. 2014 absolvierte er die Brunel University in London und machte 2016 einen Master-Abschluss in pädagogischen Wissenschaften an der Kasachischen Akademie für Sport und Tourismus. Zudem arbeitete er als Trainer und Sportdirektor des kasachischen Boxverbandes und wurde Generaldirektor der kasachischen Mannschaft Astana Arlans, welche in der World Series of Boxing antritt.
Ein Trainingscenter und ein Jugendturnier in Qaraghandy wurden nach ihm benannt, zudem wurde er 2013 von der UNESCO zum Botschafter für Sport ernannt. Er ist auch Mitglied der AIBA Athletes & Youth Commission.
Seit Februar 2017 ist er Mitglied des Mäschilis, dem Unterhaus des kasachischen Parlaments, und war dort im Ausschuss für soziokulturelle Entwicklung tätig. Vom Kultur- und Sportminister wurde er im Januar 2019 zum Vorsitzenden des Ausschusses für Sport und Bewegung ernannt.